# Victoria 3
Victoria 3 è un videogioco di strategia sviluppato da Paradox Development Studio e pubblicato da Paradox Interactive il 25 ottobre 2022. È sequel del videogioco del 2010 Victoria II.

## Modalità di gioco
Victoria 3 attraversa il periodo della storia mondiale che va dal 1836 al 1936 e permette al giocatore di controllare una delle oltre 100 nazioni che sono esistite durante quel lasso di tempo.
Il gioco si focalizza sulla politica e sulle meccaniche demografiche; è infatti possibile appagare o scontentare vari gruppi di popolazione (i "pop"), che sono composti da grandi gruppi di persone con interessi condivisi. I pop possiedono una varietà di interessi ed ideologie con cui il giocatore può interagire. Sarà possibile proporre politiche in diversi campi cercando di farli approvare ai vari gruppi politici e ai loro leader. Sarà possibile aumentare tasse e stipendi dei vari dipendenti pubblici, e tramite queste altre scelte strategiche (tra cui gli eventi), far crescere il GDP, il prodotto interno lordo, indicatore dello sviluppo generale del paese.
Una nuova meccanica aggiunta in questo capitolo sono i "Diplomatic Plays", un sistema che riprende le crisi di Victoria II. È possibile cercare di forzare altre nazioni a cedere del territorio oppure ad aprire certi mercati creando una contrattazione dove ogni parte potrà chiedere delle concessioni. Una volta mandate le proprie richieste partirà un timer, e se alla fine di esso non si sarà raggiunto alcun accordo allora verrà dichiarata una guerra automaticamente. Entrambe le parti della contrattazione avranno la possibilità di mobilizzare le truppe e di attrarre potenziali alleati. Il designer Mikael Andersson ha spiegato che questo nuovo sistema è stato creato con lo scopo di ridimensionare il ruolo delle guerre, rendendo la diplomazia altrettanto capace.
Inoltre a differenza dei precedenti giochi Paradox, il giocatore non deve più gestire individualmente le truppe durante una guerra; verrà invece aperto un fronte per ogni paese nemico, e sarà possibile solo gestire il combattimento a livello strategico.

## Sviluppo
Prima che il gioco venisse annunciato, Victoria 3 era visto come meme dalla fanbase della Paradox poiché anche se un sequel di Victoria II era continuamente richiesto, puntualmente queste richieste venivano ignorate portando molti a scherzare che Victoria 3 non sarebbe mai stato pubblicato.
È stato annunciato il 21 maggio 2021 al PXDCON: Remixed, conferenza annuale Paradox.
Martin "Wiz" Anward ha ricoperto il ruolo di direttore nello sviluppo del gioco. Nell'aprile del 2022, un utente anonimo ha fatto trapelare una versione beta del gioco sulla piattaforma 4chan.

## Accoglienza
Secondo l'aggregatore di recensioni Metacritic, Victoria 3 ha ottenuto un metascore superiore all'80, basato sulle recensioni "generalmente favorevoli" della critica; mentre ha ottenuto uno user score di 5, basato sulle recensioni "miste o mediocri" lasciate dagli utenti della piattaforma.
Su Steam, il gioco ha un rating di circa 60, basato sulle recensioni "miste" lasciate dagli utenti che hanno comprato Victoria 3 sulla piattaforma.

### Riconoscimenti
| Anno | Premio           | Categoria              | Risultato   | Note   |
| ---- | ---------------- | ---------------------- | ----------- | ------ |
| 2022 | The Game Awards  | Best Sim/Strategy Game | Candidato/a | [ 15 ] |
| 2022 | The Steam Awards | Best Game You Suck At  | Candidato/a | [ 16 ] |